# 阿爾戈 (愛荷華州)
阿爾戈（英語：Argo）是位於美國愛荷華州斯科特縣的一個人口普查指定地區。

## 人口
根據2010年美國人口普查的數據，阿爾戈的面積為1.18平方千米，當中陸地面積為1.18平方千米，而水域面積為0.00平方千米。當地共有人口44人，而人口密度為每平方千米37.29人。